# Aufstellung der Entgelte und Budgetberechnung
Die Aufstellung der Entgelte und Budgetberechnung (AEB) gemäß Anlage 1 KHEntgG ist ein wesentlicher Bestandteil der Verhandlungen der Kostenträger (d. h. der Krankenkassen) mit einzelnen Krankenhäusern und spielt daher eine Rolle für die Krankenhausfinanzierung.
Allerdings gilt dies nur für solche Krankenhäuser, die nach DRGs abrechnen. Für andere Krankenhäuser, bspw. Justizvollzugskrankenhäuser oder auch Krankenhäuser mit Psychosomatik und Psychiatrie, gelten andere Vorschriften.
Die AEB löste die Leistungs- und Kalkulationsaufstellung (LKA) für somatische Krankenhäuser ab, die bis 2005 nach der Verordnung zur Regelung der Krankenhauspflegesätze (BPflV) abrechneten. Die gesetzliche Grundlage für die AEB ist das Krankenhausentgeltgesetz (KHEntgG).